# Monte Adams
El monte Adams (en inglés: Mount Adams), conocido por algunas naciones nativas americanas como Pahto o Klickitat, es un estratovolcán de los Estados Unidos potencialmente activo que se encuentra en la cordillera de las Cascadas, en el estado de Washington. Aunque el monte Adams no ha entrado en erupción en más de un milenio, no se considera extinto. Es la segunda montaña más alta del estado después del monte Rainier.
Adams es miembro del arco volcánico de las Cascadas, y es uno de los volcanes más grandes del arco, ubicado en una remota área salvaje a aproximadamente  55 km al este del monte Santa Helena. El área salvaje de Monte Adams comprende la parte superior y occidental del cono del volcán. El lado oriental de la montaña se designa como parte del territorio de la nación yakama
El cuerpo asimétrico y ancho del monte Adams se eleva  2,4 km por encima de la cresta de las Cascadas. Su cumbre, casi plana, se formó como resultado de erupciones de formación de conos de respiraderos separados. Los viajeros aéreos que sobrevuelan el área a veces confunden el monte Adams con el no lejano monte Rainier, que tiene una forma plana similar.

## Geografía
El monte Adams se encuentra a 50 km  al este del monte Santa Helena y a unos 80 km  al sur del monte Rainier. Se encuentra a 48 km al norte del río Columbia y 89 km al norte del monte Hood, en Oregón. Las principales ciudades más cercanas son Yakima, a unos  80 km al noreste, y el área metropolitana de Portland, a 97 km  al suroeste. Entre la mitad y dos tercios del monte  Adams se encuentra dentro del «área salvaje del Monte Adams» incluida en el bosque nacional Gifford Pinchot. El área restante se encuentra dentro del área recreativa Monte Adams de la reserva india de Yakama. Si bien muchos de los picos volcánicos en el estado de Oregón se encuentran en cresta de las Cascadas, el monte Adams es el único volcán activo en el estado de Washington que lo hace. Está más al este que el resto de los volcanes de Washington, excepto el Glacier Peak.
El monte Adams es uno de los volcanes de larga vida en la cordillera de las Cascadas, con una actividad menor que comenzó hace 900 000 años y una gran actividad de construcción de conos que comenzó hace 520 000 años. Toda la montaña ha sido completamente erosionada por los glaciares a una altura de 2500 m  dos veces durante su vida. El cono actual se construyó durante el período eruptivo más reciente hace 40 000-10 000 años.
De pie a 3743 m, el monte Adams se eleva a unos 3000 m sobre el campo circundante. Es la segunda montaña más alta del estado de Washington y la tercera más alta de la cordillera de las Cascadas. Debido a la forma en que se desarrolló, por volumen es el volcán más grande de Washington]y el segundo más grande en las Cascadas, detrás del monte Shasta. Su gran tamaño se refleja en su base de 29 km  de diámetro, que tiene un prominente eje de tendencia norte-sur.

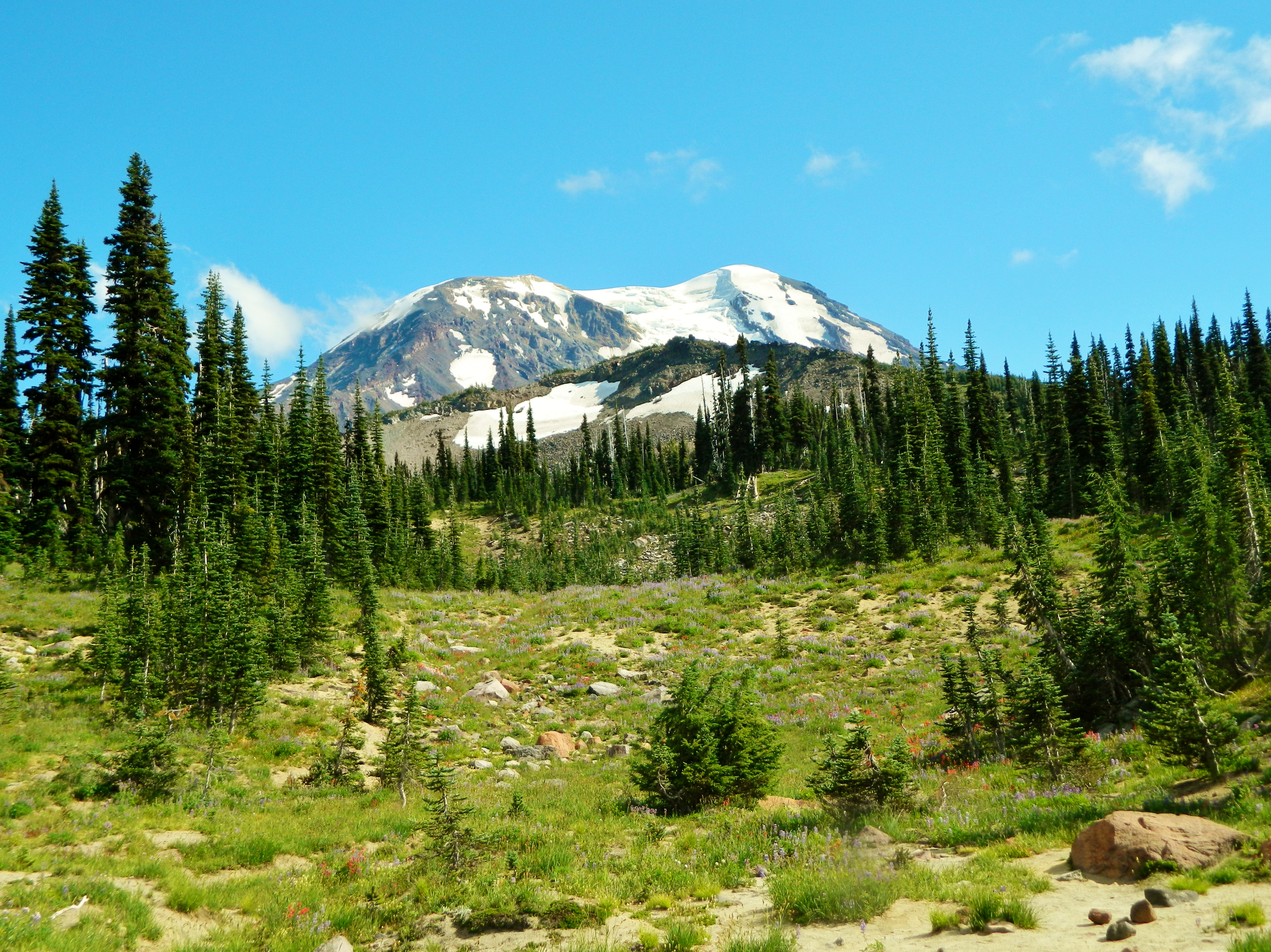
Prados en el desierto de Monte Adams

El monte Adams es la fuente de las cabeceras de dos ríos principales, el río Lewis y el río White Salmon. Las muchas corrientes que emanan de los glaciares y de los manantiales de su base desembocan en dos sistemas fluviales más importantes, el río Cispus y el río Klickitat. Las corrientes en las vertientes norte y oestealimentan el Cispus, que se une al río Cowlitz cerca del lago Riffe, y al río Lewis.
Al sur, el río White Salmon tiene su fuente en los flancos inferiores de la vertiente oeste de Adams y obtiene flujos adicionales de las corrientes a lo largo del lado suroeste de la montaña. Las corrientes en el lado este fluyen hacia el río Klickitat. Las corrientes en todos los lados, en algún punto de sus cursos, proporcionan agua de riego esencial para la agricultura y la ganadería. Los ríos Klickitat y White Salmon son casi completamente de flujo libre, con solo pequeñas barreras para ayudar al riego (White Salmon) y al control de la erosión (Klickitat). Los ríos Cispus y Lewis han sido embalsados con presas aguas abajo para el control de las inundaciones y la generación de energía hidroeléctrica.
El monte Adams es el segundo estratovolcán más aislado, en términos de acceso, en el estado de Washington; Glacier Peak es el más aislado. Solo dos autopistas principales pasan cerca de ella. La carretera 12 pasa aproximadamente 25 millas al norte del monte Adams, a través de las Cascadas. La autopista 141 se encuentra a 13 millas del monte Adams, ya que sigue el valle del río White Salmon desde el río Columbia hasta la pequeña ciudad de Trout Lake. Desde cualquier autopista, los viajeros deben usar las carreteras del Servicio Forestal para acercarse a la montaña. Las principales vías de acceso, FR 23, FR 82, FR 80 y FR 21, están pavimentadas solo en parte de su longitud. La mayoría de las demás carreteras son de grava o tierra, con diversos grados de mantenimiento. El acceso al área recreativa de Mount Adams se realiza a través de la FR 82, que se convierte en BIA 285 en el límite de reserva de Yakama. BIA 285 es extremadamente resistente y, a menudo, adecuada solo para camiones o vehículos de gran altura. Dos ciudades pequeñas, Glenwood y Trout Lake, están ubicadas en valles a menos de 15 millas de la cima; Glenwood, en el cuarto sureste y Trout Lake, en el cuarto suroeste.
Su tamaño y distancia de las principales ciudades, y la tendencia de algunas personas a olvidar o ignorar el monte Adams, ha llevado a algunas personas a llamar a este volcán «El gigante olvidado de Washington».
En un día claro desde la cumbre, son visibles otros volcanes en la cordillera de las Cascadas: el monte Rainier, el monte Baker y el Glacier Peak al norte, el monte Santa Helena al oeste, todos en el estado de Washington; y monte Hood, monte Jefferson, Three Sisters, monte Thielsen, monte Scott, Diamond Peak y monte McLoughlin, todos al sur, en el estado de Oregón.

## Geología

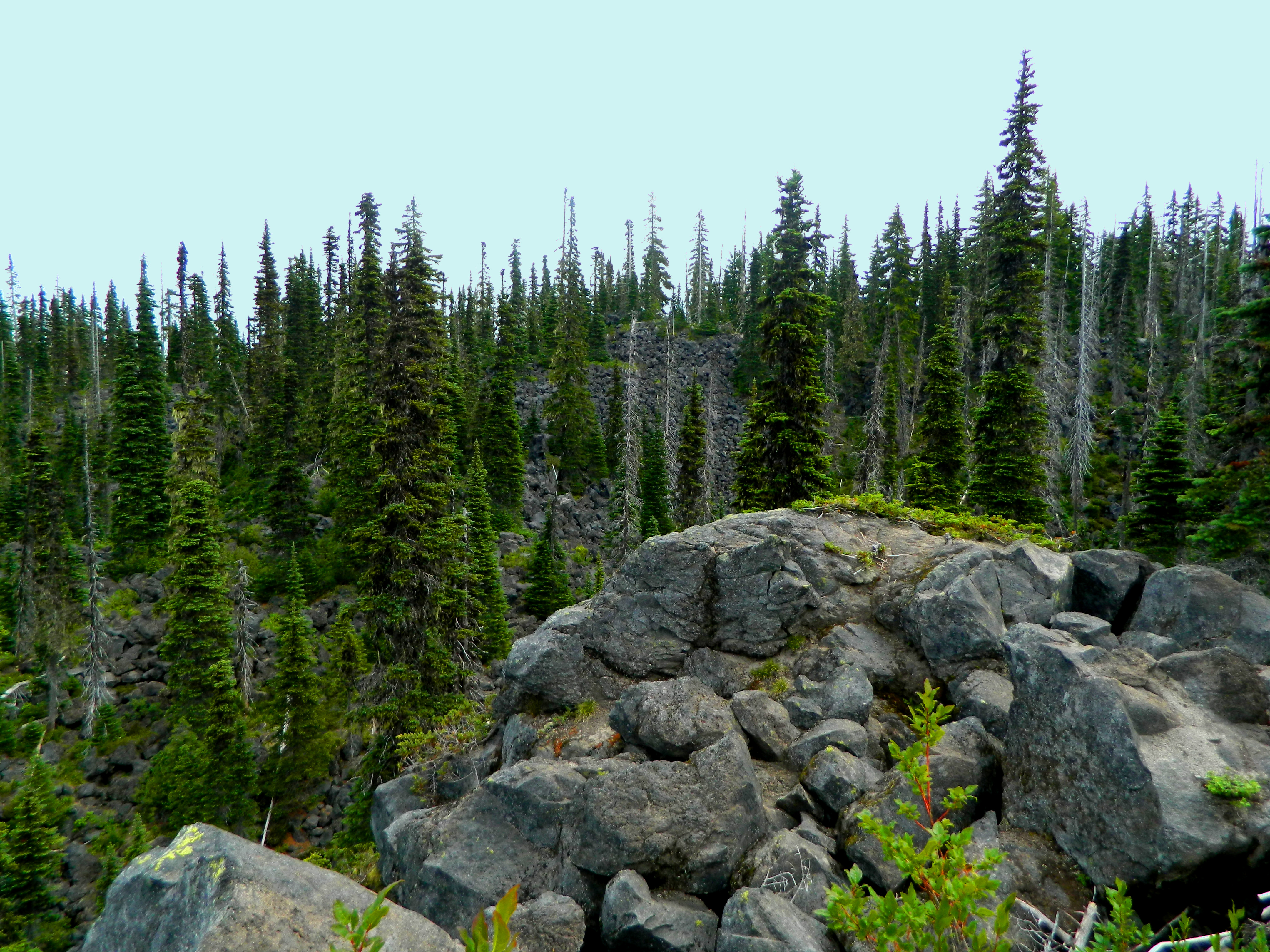
Takh Takh Flujo de lava debajo del Monte Adams

Adams está formado por varios conos superpuestos que forman una base de 29 km  de diámetro que se alarga en su eje norte-sur y cubre un área de 650 km². El volcán tiene un volumen de 290 km³ colocándolo en segundo lugar solamente al monte Shasta en esa categoría entre los estratovolcanes. El monte Adams fue creado por la subducción de la placa de Juan de Fuca, que se encuentra justo frente a la costa del noroeste del Pacífico.
El monte Adams se originó en el Pleistoceno Medio y Tardío y creció en varios pulsos de erupciones de extrusión de lava en su mayoría. Cada ciclo eruptivo estuvo separado el uno del otro por largos períodos de latencia y actividad menor, durante los cuales, los glaciares erosionaron la montaña a menos de  2700 m. La datación de potasio-argón ha identificado tres de esos períodos eruptivos; el primero ocurrió hace entre 520 000 y 500 000 años, el segundo hace 450 000 años, y el tercero hace entre 40 000 y 10 000 años. La mayoría de esas erupciones y, por lo tanto, la mayor parte del volcán, consistieron en coladas de lava con poca tefra. El material suelto que forma gran parte del núcleo del monte Adams está hecho de lava brecciada.
Los flujos de andesita y basalto formaron un círculo de 6 a 60 m de espesor alrededor de la base del monte Adams, y llenaron las depresiones existentes y se cubrieron en valles. La mayor parte del volcán está hecho de andesita junto con un puñado de dacitas y flujos piroclásticos que estallaron temprano en el desarrollo de Adams. El cono principal actual se construyó cuando Adams fue coronado por un sistema glaciar en la última edad de hielo. La lava que estalló se hizo añicos cuando entró en contacto con el hielo y, por lo tanto, el interior del cono está hecho de fragmentos de andesita fácilmente erosionados. Desde su génesis, las constantes emisiones de calor y gases cáusticos han transformado gran parte de la roca en arcillas (principalmente caolinita), óxidos de hierro, compuestos ricos en azufre y cuarzo.
El actual cono eruptivo de más de 2100 m se generá en algún momento entre 40 000 y 10 000 años  atrás. Desde entonces, el volcán ha entrado en erupción al menos diez veces, generalmente desde más de  2000 m. Uno de los flujos más recientes emitidos por South Butte creó la cama AG Aiken Lava Bed de 7,2 km de largo por 0,80 km de ancho. Este flujo parece joven, pero tiene cenizas procedentes del monte Santa Helena que tienen 3500 años  de antigüedad, lo que significa que es al menos así de viejo. De una edad similar son los flujos de lava Takh Takh Meadows y Muddy Fork. El respiradero más bajo en erupción desde que se construyó el cono principal es Smith Butte, en la ladera sur del Adams. La última lava que se sabe que ha entrado en erupción desde el monte Adams es un flujo de aproximadamente 1000 años  de antigüedad que emergió de un respiradero a unos 2500 m, en Battlement Ridge.

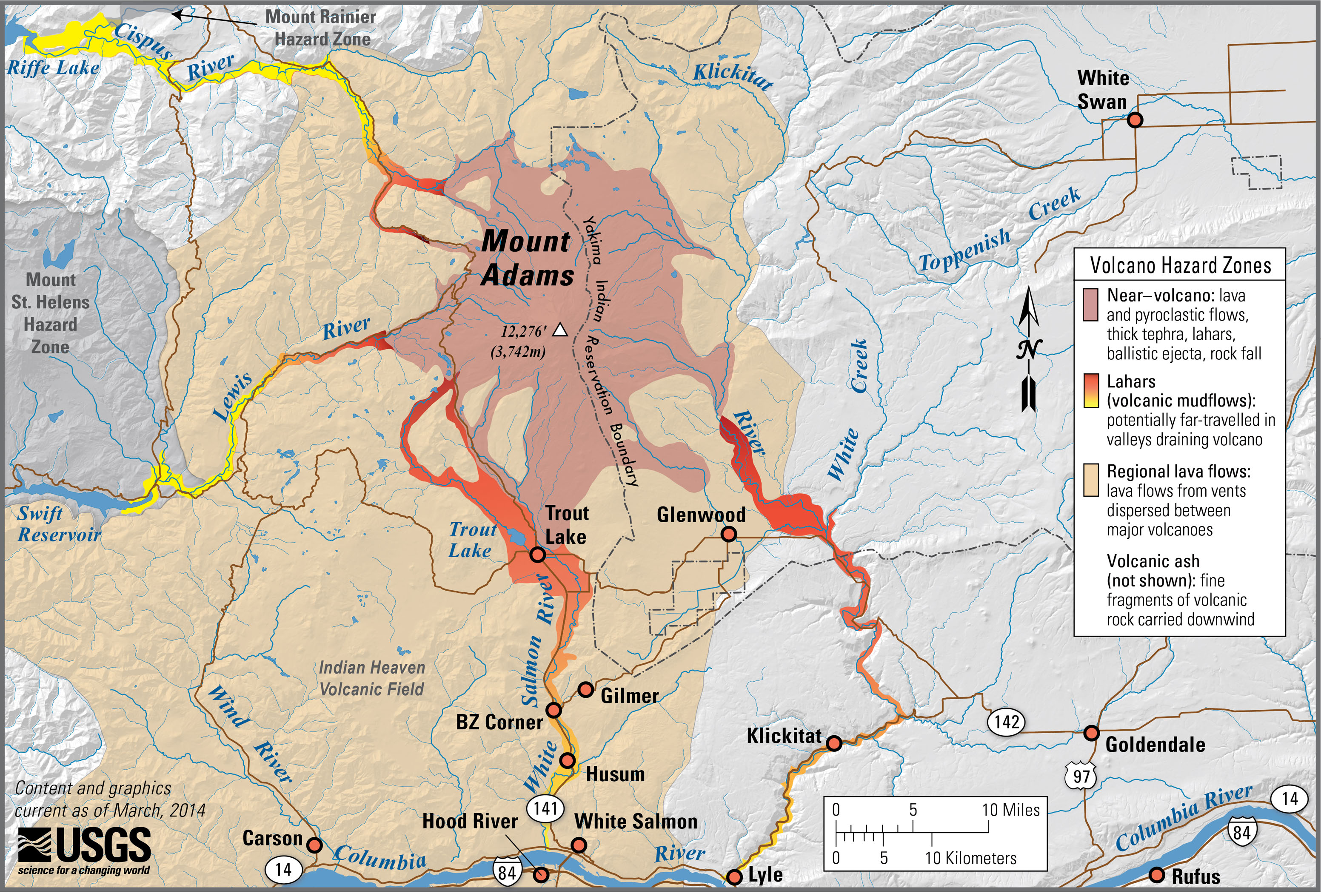
El mapa simplificado de riesgos de Mount Adams, Washington que muestra el área de impacto potencial para los peligros terrestres durante un evento volcánico

El Trout Lake Mudflow es el mayor flujo de escombros de Adams y el único grande desde el final de la última Edad de Hielo. El flujo embaló Trout Creek y cubrió 40 km del valle del White Salmon River. El agua empozada luego formó Trout Lake. El Gran Tobogán de 1921 comenzó cerca de la pared de la cabeza del Glaciar de Salmón Blanco y fue la mayor avalancha en Adams en el tiempo histórico. El deslizamiento cayó aproximadamente 1 milla (1,6 km) y sus desechos cubrieron aproximadamente 2,6 km²del área superior de Salt Creek. Se informó que los respiraderos de vapor estuvieron activos en la fuente de deslizamiento durante tres años, lo que llevó a la especulación de que el evento comenzó con una pequeña explosión de vapor. Este fue el único flujo de escombros en la historia registrada de Monte Adams, pero hay cinco lahares conocidos.
Desde entonces, las anomalías térmicas y las emisiones de gases (incluido el sulfuro de hidrógeno) se han producido especialmente en la meseta de la cumbre e indican que Adams está inactivo, pero no extinto. Las futuras erupciones de Adams probablemente seguirán patrones establecidos por eventos previos y, por lo tanto, serán flujos de lava de flanco de andesita o basalto. Debido a que los productos primarios fueron andesita, las erupciones que ocurren en Adams tienden a tener una explosividad baja a moderada y presentan un peligro menor que las erupciones violentas del Santa Helena y algunos de los otros volcanes de las Cascadas. Sin embargo, dado que el interior del cono principal es poco más que una pila de lava fragmentada y roca hidrotermalmente alterada, existe la posibilidad de deslizamientos de tierra y otros flujos de escombros.

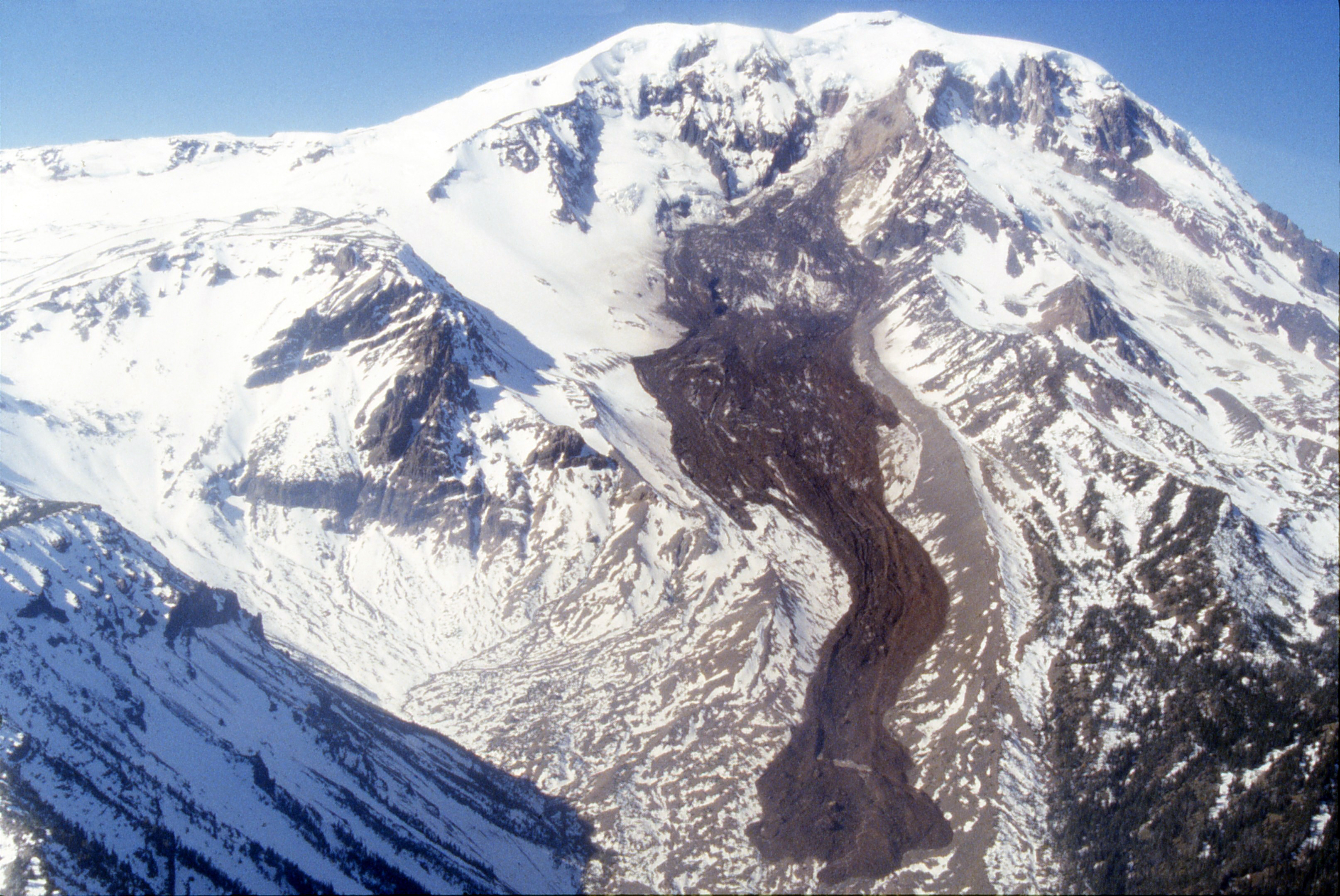
Avalancha de escombros de rocas y hielo que ocurrió el 20 de octubre de 1997 en el lado este del Monte Adams

En 1997, Adams experimentó dos toboganes con siete semanas de diferencia que fueron los toboganes más grandes en las Cascadas, ignorando la erupción catastrófica de deslizamientos de tierra del monte Santa Helena, desde un deslizamiento que ocurrió en Little Tahoma en 1963. El primero ocurrió al final de agosto y consistía principalmente de nieve y hielo con algo de roca. Cayó desde un lugar similar y en un camino similar al tobogán de 1921. El segundo tobogán de ese año ocurrió a fines de octubre y se originó en lo alto de Battlement Ridge, justo debajo del Castillo. Consistió principalmente en roca y fluyó tres millas por el glaciar Klickitat y el arroyo Big Muddy Creek. Se calcula que ambas diapositivas movieron 6.5 millones de yardas cúbicas (5.0 millones de metros cúbicos) de material.
El campo volcánico Indian Heaven se encuentra entre St. Helens y Adams y dentro del Indian Heaven Wilderness. Su característica principal es una zona lineal de 18 millas (29 km) de volcanes de escudo, conos de ceniza y flujos con volúmenes de hasta 96 km³  con el pico más alto, Lemei Rock. Los volcanes escudo, que forman la columna vertebral del campo volcánico, se encuentran en los lados norte y sur del campo. Monte Santa Helena y Monte Adams están en los lados occidental y oriental.
Al este, al otro lado del río Klickitat, se encuentra el campo volcánico de las montañas Simcoe. Esta área contiene muchos pequeños volcanes de escudo y conos de ceniza de basalto intraplaca principalmente alcalino con productos alcalinos intermedios fraccionados, lavas máficas subalcalinas subordinadas y varias riolitas como productos secundarios. Hay aproximadamente 205 respiraderos que estuvieron activos entre 4.2 millones y 600 000 años  atrás.
La actividad sísmica alrededor de Adams es muy baja y es uno de los volcanes más silenciosos de Oregón y Washington. Está monitoreado por la Red Sísmica del Pacífico Noroeste y el Observatorio del Volcán de las Cascadas a través de una estación sísmica en el flanco suroeste de la montaña.